# توده (شیروان)
توده روستایی در دهستان زیارت بخش مرکزی شهرستان شیروان استان خراسان شمالی ایران .در فاصله ۱۸ کیلومتر جنوب غربی شیروان است که اکثر اهالی کرمانج هستند ترکی هم صحبت میکند .وداری امامزاده میباشدکه داری زائرسرا برای مسافر های علی بن موسی رضا مهیا است و محصول اصلی این روستا انگور است و گندم وجو .

## جمعیت
بر پایه سرشماری عمومی نفوس و مسکن در سال ۱۳۹۵ جمعیت این مکان 900 نفر (260خانوار) بوده‌است.